# Campanile della Costa
Il campanile del borgo della Costa di Cumiana, in provincia di Torino, sorge isolato dalla vicina chiesa di San Giovanni Battista. Fu edificato presumibilmente sul finire del XVI secolo.

## Storia
Nella relazione della visita pastorale di monsignor Peruzzi nel 1584, il vescovo, viste “le campane della chiesa appese al muro della casa canonicale, ordinò che fosse costruito un campanile nel quale […] fossero poste le campane”. Esso appare già costruito nel disegno datato “verso il 1580” pubblicato dal Grosso nella «Storia di Cumiana», il che porta a supporre che l’ordine vescovile fu eseguito nello stesso giro di anni.
Il giardino della casa canonica, in cui si trova ora il campanile, era un tempo spazio pubblico. Fin quasi alla fine del Settecento lungo il fianco della chiesa si seppellivano i morti. La privatizzazione dell’area e della torre campanaria si deve all’ostinazione di un parroco, il quale, aspirando a ritagliare per sé uno spazio privato davanti a casa, edificò un muro di recinzione. Sottratto allo spazio sacro della chiesa e al contatto fisico con i parrocchiani, marginalizzato in un recinto sempre più privato, il campanile visse un progressivo declino.
I lavori di restauro, realizzati nel 2019, hanno riportato alla luce le raffinate decorazioni seicentesche, che ne fanno uno dei pochi esempi di campanili decorati del Piemonte. È da notare sulle quattro facciate la croce dell'Ordine di San Giovanni, noto anche come Ordine dei Cavalieri di Malta, che rimanderebbe alla presenza alla Costa fin dal Medioevo di ordini monastico-cavallereschi. Si ha infatti notizia di un antico ospedale in cui venivano accolti poveri e viandanti lungo le strade di transito e pellegrinaggio e di cui rimane traccia nel forno a servizio dell'ospedale nella dimora storica Il Fortelletto.